# Terrenho
Terrenho ist ein Ort und eine ehemalige Gemeinde (Freguesia) im portugiesischen Kreis Trancoso. Die Gemeinde hatte 109 Einwohner (Stand 30. Juni 2011).
Am 29. September 2013 wurden die Gemeinden Terrenho, Torre do Terrenho und Sebadelhe da Serra zur neuen Gemeinde União das Freguesias de Torre do Terrenho, Sebadelhe da Serra e Terrenho zusammengeschlossen.